# Johan Carl Kempe
Johan Christoffer Carl Kempe, född 19 november 1799 i Stralsund, död 17 oktober 1872 på ångfartyget Ångermanland, var en svensk köpman, företagare och träpatron. Stralsund var svenskt när då J. C. Kempe föddes och växte upp där, och själv menade han också att han alltid varit svensk.

## Från Stralsund till Stockholm
J. C. Kempe var den näst äldste sonen till Bernhard Kempe och Anna Maria Wallis. Stralsund hade tillhört Sverige i 200 år, men nu härjade Napoleon I i Europa. Kriget gynnade inte faderns affärer utan han förlorade stora delar av sin förmögenhet. För att sonen skulle få affärsutbildning under lugnare förhållanden skickades han som 13-årig till sin tio år äldre morbror, Albrecht Baltzar Wallis, i Stockholm. Denne hade just etablerat sig där bland annat i sockerhandel. 

## Till Härnösand
När Kempe var 20 år och hade varit sju år i Sverige fick han ett erbjudande om tjänst hos Johan Wikner i Härnösand. Kempe hade lärt känna Wikners son Olof hos sin morbror där de båda ungdomarna arbetat.
Kempe kom nu till ett handelshus som liknade det hans egen släkt drivit i generationer i det svenska Pommern. Som köpman var man även redare och för att få något att handla med hade Wikner köpt in sig i ett antal sågar. När Johan Wikner avled var J. C. Kempe 24 år. Han gifte sig med Wikners dotter Carin och blev kompanjon med svågern Olof i firman Johan Wikner & Comp. Företaget ägde då bland annat Mo vattensåg i Moälven.

## Satsning på industrin
Tretton år senare blev Kempe ensam ägare till firman och satsade på en upprustning av sågen i Mo, kompletterade med järnhantering och anlade det "Nya Varvet" i Bondsjö i Härnösand.  Han byggde också 1853 såg, lastageplats och herrgård i Söråker, nära nuvarande Sundsvall-Timrå Airport.
J.C. Kempes hustru Carin avled 1838. De hade då fem barn, tre pojkar och två flickor. Sex år senare gifte han om sig, 45 år gammal, med Fanny Franzén. Hon var dotter till biskopen i Härnösand Frans Michael Franzén. Makarna fick två barn, Frans och Helena. Vid det tredje barnets födsel dog både mor och barn. 50 år gammal gifte sig Kempe en tredje gång, nu med Fannys 27-åriga syster Charlotte. I det tredje äktenskapet föddes sex barn, men det yngsta dog drygt ett år gammalt. De tre yngsta som blev vuxna var Lotty Bruzelius, grundaren av Kempestiftelserna, Seth Michael Kempe och Bertha, gift med medicine professor Mauritz Salin.
År 1856 upptogs sönerna Bernhard och Wilhelm i firman Johan Wikner & Comp. Tre år senare lämnade J. C. Kempe firman och flyttade till Stockholm. Han drev sågverksrörelsen och järnverket i Mo från Stockholm under namnet firma JC Kempe. Sex år senare byggde han Domsjö sågverk på den lastageplats han tidigare köpt in för att lasta virket från Mosågen.

## Bortgång och eftermäle
Den 17 oktober 1872, sju år efter det att Domsjösågen börjat sin verksamhet, dog Kempe på ångfartyget Ångermanland på väg till Stockholm. Hans överlevande 11 barn familjen Kempe bildade Mo och Domsjö AB.
Nils Ahnlund skriver i sin bok Mo och Domsjö verken (1917) följande om J. C. Kempe:
En ovanlig rörlighet, handlingskraft och vigör präglade hans gärning – så uppges enstämmigt av dem som känt honom. … Han hade en sällsynt stark fysik. Han brukade själv rida in de unga hästarna på sina gårdar; mer än en gång räddade han människoliv, stark simmare som han var. Hans rättskänsla och hederlighet som affärsman voro höjda över varje tvivel.
Han var bror till Wilhelm Kempe och hade en son med samma namn.